# Restart (album, E-band)
Restart je studiové album české rockové skupiny E-band pod vedením zpěváka a klávesisty Oldřicha Veselého. Vydáno bylo v srpnu 2011 ve vydavatelství FT Records (katalogové číslo FT0122).
Práci na albu zahájil Oldřich Veselý na podzim 2010, kdy začal upravovat písně, které již E-band hrál na koncertech, i skladby, které zatím měl z předchozích let přichystány „v šuplíku“. Kvůli požadované různorodosti písní napsali texty tři textaři. Kromě nově složených skladeb album obsahuje i dvě přepracované starší Veselého písně, „Blues pro můj den“, která vyšla již v roce 1986 na desce Zrcadla skupiny Synkopy, a jako bonus „Malého prince“ ze stejnojmenné divadelní hry, kterou v roce 1998 napsal Veselý se Zbyňkem Srbou pro Národní divadlo Brno.

## Seznam skladeb
Hudbu složil(i) Oldřich Veselý. 
| Pořadí         | Název                               | Text           | Délka |
| -------------- | ----------------------------------- | -------------- | ----- |
| 1.             | Bylo nebylo                         | Ivan Huvar     | 2:56  |
| 2.             | Dej mi napít                        | Pavel Vrba     | 3:47  |
| 3.             | Pomsta                              | Pavel Vrba     | 3:05  |
| 4.             | Ježíšek                             | Ivan Huvar     | 3:29  |
| 5.             | Na sever (věnováno Stevu Fossetovi) | Ivan Huvar     | 5:15  |
| 6.             | Líp než psát pár vět                | Aleš Hrbek     | 4:11  |
| 7.             | Hezká píseň                         | Aleš Hrbek     | 5:42  |
| 8.             | 1. jarní den                        | Aleš Hrbek     | 3:27  |
| 9.             | Pavoučí síť                         | Aleš Hrbek     | 4:30  |
| 10.            | Blues pro můj den                   | Pavel Vrba     | 4:02  |
| 11.            | Kdo je tu king???                   | Ivan Huvar     | 3:16  |
| 12.            | Sunrise                             | Aleš Hrbek     | 6:17  |
| 13.            | Malý princ (bonus)                  | Martin Kolář   | 4:46  |
| Celková délka: | Celková délka:                      | Celková délka: | 54:39 |

## Obsazení
E-band
- Pavel Bříza – bicí, perkusivní nástroje
- Dalibor Dunovský – basová kytara
- Petr Krkavec – kytary
- Oldřich Veselý – zpěv, klávesové nástroje, programování

Hosté
- Dan Piršč – zpěv duety (ve skladbách „Bylo nebylo“ a „Pomsta“)
- Vlastimil Třešňák – foukací harmonika (ve skladbě „Blues pro můj den“)
- skupina Avocado – sbory (ve skladbách „Dej mi napít“, „Ježíšek“, „Líp než psát pár vět“, „Hezká píseň“, „1. jarní den“, „Pavoučí síť“, „Kdo je tu king???“ a „Sunrise“)
  - Martina Růžičková, Zuzana Fialová-Dobešová, Jan Fiala